# Sailly-Laurette
Sailly-Laurette – miejscowość i gmina we Francji, w regionie Hauts-de-France, w departamencie Somma.
Według danych na rok 2011 gminę zamieszkiwało 315 osób, a gęstość zaludnienia wynosiła 49 osób/km² (wśród 2293 gmin Pikardii Sailly-Laurette plasuje się na 768. miejscu pod względem liczby ludności, natomiast pod względem powierzchni na miejscu 742.).